# Астарта
Астарта (на гръцки: Αστάρτη, Astártē) е финикийска богиня на войната, лова, чувствената любов, както и покровителка на цялата жива природа. Почитана е предимно в проявленията си на богиня - воин и ловец. Старата теза, че е изпълнявала функциите на божество на плодородието се счита за невярна от днешните историци и антрополози.  В гръцката форма нейното име произлиза от семитското Ищар.
В класическата епоха Астарта се е считала за богиня на луната (може би в резултат на смесване с други семитски богини). По свидетелства на гръцки и римски литературни източници, Астарта е отъждествявана със Селена и Артемида, и по-често – с Афродита. В египетски иконографии е изобразена като войнствена богиня, която иска да унищожи човечеството. На металните плочи, датиращи от 1700 – 1100 г. пр. Хр, тя се появява гола, за разлика от другите египетски богини, обикновено целомъдрено увити с покривала.